# Avicii/Auszeichnungen für Musikverkäufe

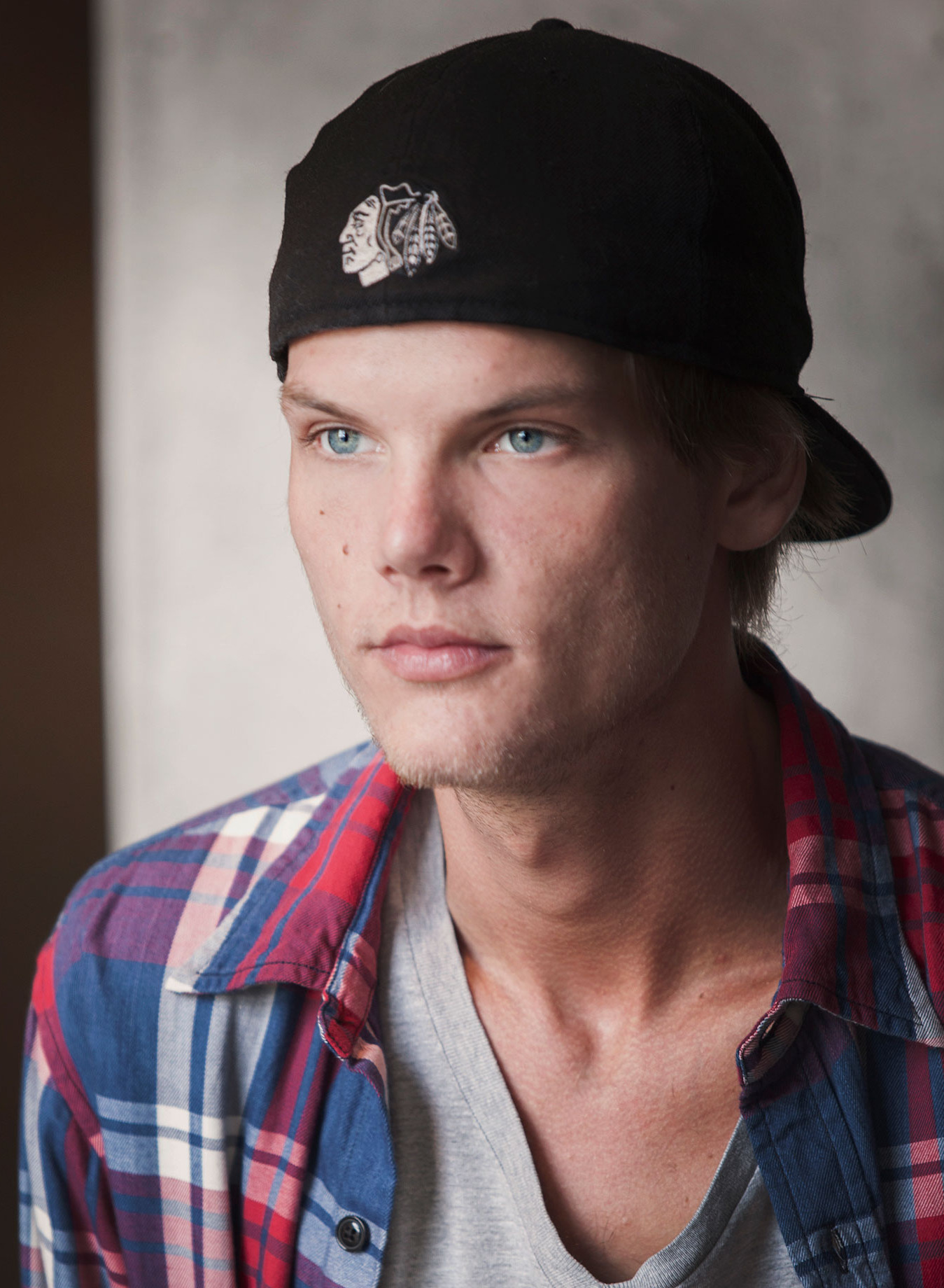
Avicii (2014)

Dies ist eine Übersicht über die Auszeichnungen für Musikverkäufe des schwedischen House-DJs Avicii. Die Auszeichnungen finden sich nach ihrer Art (Gold, Platin usw.), nach Staaten getrennt in chronologischer Reihenfolge, geordnet sowie nach den Tonträgern selbst, ebenfalls in chronologischer Reihenfolge, getrennt nach Medium (Alben, Singles usw.), wieder.

## Auszeichnungen
| - Vereinigtes Königreich - 2019: für die Single Collide - 2020: für die Single Heaven - 2023: für das Album Tim - 2024: für die Single For a Better Day - 2025: für die Single The Days - Australien - 2011: für die Single Seek Bromance - Belgien - 2010: für die Single Bromance - 2012: für die Autorenbeteiligung und Produktion Good Feeling (Flo Rida) - 2013: für die Single I Could Be the One - 2014: für die Single Addicted to You - 2018: für die Single Lonely Together - Brasilien - 2016: für das Album Stories - 2023: für die Single Tough Love - 2023: für die Single Feeling Good - 2023: für die Single Silhouettes - 2023: für die Single Broken Arrows - 2023: für die Single Taste the Feeling - 2024: für die Single Forever Yours (Avicii Tribute) - Chile - 2016: für das Album Stories - Dänemark - 2011: für die Single Bromance - 2012: für die Autorenbeteiligung und Produktion Good Feeling (Flo Rida) - 2014: für das Streaming The Days - 2022: für die Single Pure Grinding - 2023: für die Single Heaven - Deutschland - 2016: für die Single I Could Be the One - 2018: für die Single The Days - 2019: für die Single For a Better Day - 2022: für die Single My Feelings for You - 2023: für die Single You Make Me - Europa (Impala) - 2011: für die Single My Feelings for You - Finnland - 2013: für die Single Wake Me Up - 2013: für das Album True - 2019: für die Single SOS - Frankreich - 2012: für die Autorenbeteiligung und Produktion Good Feeling (Flo Rida) - 2015: für die Produktion A Sky Full of Stars (Coldplay) - 2020: für die Single SOS - 2021: für die Single Heaven - Italien - 2014: für die Single You Make Me - 2016: für die Single For a Better Day - 2020: für das Album AVĪCI (01) - 2022: für das Album Tim - Japan - 2018: für die Single The Nights (Digital) - 2018: für die Single Waiting for Love (Digital) - 2023: für das Streaming SOS - 2024: für das Streaming Without You - Kanada - 2013: für die Single Levels - 2013: für die Single Hey Brother - 2016: für die Single Broken Arrows - Kolumbien - 2014: für das Album True - Mexiko - 2015: für die Autorenbeteiligung und Produktion Lovers on the Sun (David Guetta) - 2016: für das Album Stories - Neuseeland - 2015: für die Single You Make Me - 2015: für die Single The Days - 2021: für das Album Tim - Niederlande - 2010: für die Single Bromance - Österreich - 2014: für die Single Addicted to You - 2015: für das Album Stories - 2015: für die Autorenbeteiligung und Produktion Lovers on the Sun (David Guetta) - 2016: für die Produktion A Sky Full of Stars (Coldplay) - 2016: für die Single Waiting for Love - 2016: für die Produktion Hymn for the Weekend (Coldplay) - 2018: für die Single Without You - 2018: für die Single The Nights - Polen - 2022: für die Single Lonely Together - 2023: für das Album Tim - 2024: für das Album AVĪCI (01) - Portugal - 2020: für die Single Heaven - 2020: für die Single Hey Brother - 2020: für die Single Levels - Schweden - 2014: für die Single Lay Me Down - 2021: für die Single Fades Away (Tribute Concert Version) - Schweiz - 2013: für das Album True - Singapur - 2020: für das Album Stories - 2020: für das Album AVĪCI (01) - Spanien - 2014: für das Streaming You Make Me - 2014: für das Streaming The Days - 2015: für die Single The Days - 2024: für die Single Addicted to You - 2024: für die Single Heaven - 2024: für die Single SOS - 2024: für die Single You Make Me - 2024: für die Autorenbeteiligung und Produktion Good Feeling (Flo Rida) - 2024: für die Single For a Better Day - Südafrika - 2014: für das Album True - Ungarn - 2014: für das Album True - Vereinigte Staaten - 2015: für die Single You Make Me - 2016: für die Single Waiting for Love - 2019: für die Single Without You - 2019: für die Single SOS - 2022: für die Single Heaven - Vereinigtes Königreich - 2023: für das Album Stories - 2024: für die Single Silhouettes | - Australien - 2014: für die Autorenbeteiligung und Produktion Lovers on the Sun (David Guetta) - 2021: für die Single Silhouettes - Belgien - 2012: für die Single Levels - 2015: für die Single Hey Brother - 2016: für die Single Waiting for Love - 2016: für die Produktion Hymn for the Weekend (Coldplay) - 2019: für die Single Without You - 2019: für die Single SOS - Brasilien - 2015: für das Album True - 2023: für die Single You Make Me - 2023: für die Single For a Better Day - Dänemark - 2012: für die Single Levels - 2013: für das Streaming You Make Me - 2014: für das Streaming Silhouettes - 2014: für das Streaming Addicted to You - 2015: für das Streaming Lovers on the Sun (David Guetta) - 2014: für das Streaming A Sky Full of Stars (Coldplay) - 2015: für die Single The Days - 2019: für das Album AVĪCI (01) - 2019: für die Single Lonely Together - 2021: für das Album Stories - 2025: für das Album Tim - Deutschland - 2012: für die Autorenbeteiligung und Produktion Good Feeling (Flo Rida) - 2015: für das Album True - 2015: für die Autorenbeteiligung und Produktion Lovers on the Sun (David Guetta) - 2018: für die Single Waiting for Love - 2020: für die Single Without You - 2021: für die Single Lonely Together - 2022: für die Single SOS - 2023: für die Single The Nights - Finnland - 2015: für die Single Waiting for Love - Frankreich - 2015: für das Album True - 2019: für die Single Lonely Together - 2020: für die Single Without You - Irland - 2012: für die Autorenbeteiligung und Produktion Good Feeling (Flo Rida) - Italien - 2014: für die Single Addicted to You - 2014: für die Single I Could Be the One - 2014: für die Single The Days - 2018: für die Single Lonely Together - 2019: für die Single SOS - 2019: für die Autorenbeteiligung und Produktion Good Feeling (Flo Rida) - 2021: für die Single Heaven - 2021: für das Album True - Japan - 2017: für die Single Wake Me Up (Digital) - 2023: für das Streaming The Nights - 2023: für das Streaming Wake Me Up - 2024: für das Streaming Waiting for Love - Kanada - 2013: für die Single Wake Me Up - 2014: für das Album True - 2016: für die Single Waiting for Love - 2018: für die Single Lonely Together - 2018: für die Single Without You - Mexiko - 2016: für die Produktion A Sky Full of Stars (Coldplay) - Neuseeland - 2015: für die Single I Could Be the One - 2015: für die Single Addicted to You - 2019: für das Album True - 2025: für das Album Stories - Norwegen - 2014: für die Single Addicted to You - Österreich - 2012: für die Autorenbeteiligung und Produktion Good Feeling (Flo Rida) - 2012: für die Single Levels - 2014: für die Single Hey Brother - Polen - 2016: für die Single For a Better Day - 2024: für das Album Stories - Portugal - 2013: für das Album True - 2020: für die Single Lonely Together - 2020: für die Single Waiting for Love - 2020: für die Single Without You - 2020: für die Single SOS - Schweden - 2011: für die Single Seek Bromance - 2013: für die Single X You - 2014: für die Single The Days - 2015: für die Single The Nights - 2016: für die Single Pure Grinding - 2016: für die Produktion Hymn for the Weekend (Coldplay) - Schweiz - 2013: für die Single Hey Brother - 2014: für die Produktion A Sky Full of Stars (Coldplay) - 2015: für die Autorenbeteiligung und Produktion Lovers on the Sun (David Guetta) - Singapur - 2021: für das Album True - Spanien - 2014: für das Streaming Hey Brother - 2014: für das Streaming A Sky Full of Stars (Coldplay) - 2014: für das Streaming Lovers on the Sun (David Guetta) - 2015: für die Autorenbeteiligung und Produktion Lovers on the Sun (David Guetta) - 2024: für die Single Levels - 2024: für die Single Without You - 2024: für die Single Lonely Together - 2025: für die Single I Could Be the One - Vereinigte Staaten - 2016: für das Album True - 2020: für die Single Lonely Together - 2020: für die Single The Nights - 2021: für die Single I Could Be the One - Vereinigtes Königreich - 2014: für das Album True - 2017: für die Single I Could Be the One - 2019: für die Single SOS - 2021: für die Single You Make Me - 2022: für die Single Without You - 2022: für die Autorenbeteiligung und Produktion Lovers on the Sun (David Guetta) - 2023: für die Single Addicted to You - 2023: für die Single Seek Bromance - Deutschland - 2023: für die Single Addicted to You - Mexiko - 2015: für die Autorenbeteiligung und Produktion Good Feeling (Flo Rida) | - Australien - 2021: für die Single You Make Me - 2021: für das Album True - 2021: für die Single The Days - Belgien - 2016: für die Produktion A Sky Full of Stars (Coldplay) - Brasilien - 2023: für die Single Addicted to You - 2023: für die Single The Days - 2023: für die Single I Could Be the One - 2023: für die Single Lonely Together - Dänemark - 2012: für das Streaming Good Feeling (Flo Rida) - 2013: für das Streaming I Could Be the One - 2014: für die Single Wake Me Up - 2021: für die Single Waiting for Love - 2022: für die Single Without You - 2022: für die Single The Nights - 2023: für die Produktion A Sky Full of Stars (Coldplay) - 2023: für die Single SOS - Deutschland - 2016: für die Single Hey Brother - 2022: für die Produktion A Sky Full of Stars (Coldplay) - 2023: für die Produktion Hymn for the Weekend (Coldplay) - Italien - 2014: für die Single Levels - 2014: für die Autorenbeteiligung und Produktion Lovers on the Sun (David Guetta) - Kanada - 2019: für die Single SOS - Mexiko - 2014: für die Single Wake Me Up - 2015: für das Album True - Neuseeland - 2012: für die Autorenbeteiligung und Produktion Good Feeling (Flo Rida) - 2022: für die Single SOS - 2023: für die Single Without You - 2023: für die Single Lonely Together - Niederlande - 2014: für die Single You Make Me - Norwegen - 2014: für die Single You Make Me - 2014: für das Album True - 2020: für die Single Lonely Together - Österreich - 2014: für die Single Wake Me Up - Polen - 2014: für das Album True - 2021: für die Single SOS - 2021: für die Single Without You - Schweden - 2016: für die Single For a Better Day - 2016: für das Album Stories - Schweiz - 2012: für die Single Levels - 2013: für die Autorenbeteiligung und Produktion Good Feeling (Flo Rida) - 2017: für die Produktion Hymn for the Weekend (Coldplay) - Spanien - 2014: für das Streaming Wake Me Up - 2018: für die Single Hey Brother - 2018: für die Single Waiting for Love - Vereinigtes Königreich - 2020: für die Autorenbeteiligung und Produktion Good Feeling (Flo Rida) - 2022: für die Single Lonely Together - 2023: für die Single Waiting for Love - Australien - 2021: für die Single SOS - Brasilien - 2023: für die Single Without You - 2023: für die Single Heaven - 2023: für die Single SOS - Dänemark - 2012: für das Streaming Levels - 2014: für das Streaming Hey Brother - 2023: für die Produktion Hymn for the Weekend (Coldplay) - 2024: für das Album True - Deutschland - 2023: für die Single Levels - Italien - 2014: für die Single Hey Brother - 2019: für die Single Without You - 2024: für die Single The Nights - Kanada - 2017: für die Produktion A Sky Full of Stars (Coldplay) - 2017: für die Produktion Hymn for the Weekend (Coldplay) - Mexiko - 2021: für die Single I Could Be the One - Neuseeland - 2023: für die Single Hey Brother - 2024: für das Album AVĪCI (01) - 2024: für die Produktion Hymn for the Weekend (Coldplay) - 2025: für die Single Waiting for Love - Niederlande - 2014: für die Single I Could Be the One - 2014: für die Single Hey Brother - Österreich - 2014: für das Album True - Portugal - 2023: für die Single The Nights - Schweden - 2013: für die Single Silhouettes - 2014: für die Single Addicted to You - 2015: für das Album True - 2015: für die Autorenbeteiligung und Produktion Lovers on the Sun (David Guetta) - 2016: für die Single Broken Arrows - 2016: für das Lied Gonna Love Ya - Schweiz - 2013: für die Single Wake Me Up - Spanien - 2024: für die Single The Nights - Vereinigte Staaten - 2021: für die Single Levels - Vereinigtes Königreich - 2022: für die Produktion Hymn for the Weekend (Coldplay) - 2023: für die Single Levels - 2023: für die Single The Nights - 2025: für die Single Hey Brother - Australien - 2021: für die Single Waiting for Love - 2021: für die Single Addicted to You - 2021: für die Single I Could Be the One - Belgien - 2016: für die Single Wake Me Up - Italien - 2018: für die Single Waiting for Love - Neuseeland - 2024: für die Single The Nights - 2025: für die Single Levels - Niederlande - 2014: für die Single Levels - Polen - 2021: für die Single Waiting for Love - Portugal - 2023: für die Produktion Hymn for the Weekend (Coldplay) - Schweden - 2012: für die Autorenbeteiligung und Produktion Good Feeling (Flo Rida) - 2014: für die Single You Make Me - Spanien - 2024: für die Single Wake Me Up - 2024: für die Produktion Hymn for the Weekend (Coldplay) - 2024: für die Produktion A Sky Full of Stars (Coldplay) - Vereinigte Staaten - 2023: für die Produktion A Sky Full of Stars (Coldplay) - 2023: für die Single Hey Brother - Vereinigtes Königreich - 2024: für die Produktion A Sky Full of Stars (Coldplay) - Italien - 2014: für die Single Wake Me Up - 2017: für die Produktion A Sky Full of Stars (Coldplay) - 2021: für die Single The Nights - Kanada - 2012: für die Autorenbeteiligung und Produktion Good Feeling (Flo Rida) - Neuseeland - 2025: für die Produktion A Sky Full of Stars (Coldplay) - Norwegen - 2012: für die Single Levels - 2014: für die Single Hey Brother - Portugal - 2024: für die Produktion A Sky Full of Stars (Coldplay) - 2025: für die Single Wake Me Up - Schweden - 2012: für die Single Fade into Darkness - Vereinigte Staaten - 2018: für die Autorenbeteiligung und Produktion Good Feeling (Flo Rida) - 2023: für die Produktion Hymn for the Weekend (Coldplay) - Deutschland - 2023: für die Single Wake Me Up - Australien - 2018: für die Autorenbeteiligung und Produktion Good Feeling (Flo Rida) - Dänemark - 2014: für das Streaming Wake Me Up - Vereinigtes Königreich - 2024: für die Single Wake Me Up - Australien - 2021: für die Single Levels - Norwegen - 2014: für die Single Wake Me Up - Schweden - 2014: für die Single Hey Brother - 2016: für die Single Waiting for Love - 2019: für die Single Without You - Australien - 2021: für die Single Hey Brother - 2024: für die Produktion A Sky Full of Stars (Coldplay) - 2024: für die Produktion Hymn for the Weekend (Coldplay) - Italien - 2018: für die Produktion Hymn for the Weekend (Coldplay) - Neuseeland - 2025: für die Single Wake Me Up - Niederlande - 2014: für die Single Wake Me Up - Schweden - 2012: für die Single Levels - Vereinigte Staaten - 2023: für die Single Wake Me Up - Schweden - 2014: für die Single Wake Me Up - Australien - 2020: für die Single Wake Me Up - Brasilien - 2023: für die Single Levels - Polen - 2016: für die Produktion Hymn for the Weekend (Coldplay) - Brasilien - 2023: für die Single The Nights - 2023: für die Single Waiting for Love - Brasilien - 2024: für die Single Hey Brother - Brasilien - 2023: für die Single Wake Me Up |

## Auszeichnungen nach Alben

### True
| Land/Region                  | Auszeichnungen für Musikverkäufe (Land/Region, Auszeichnung, Verkäufe) | Verkäufe  |
| ---------------------------- | ---------------------------------------------------------------------- | --------- |
| Australien (ARIA)            | 2× Platin                                                              | 140.000   |
| Brasilien (PMB)              | Platin                                                                 | 60.000    |
| Dänemark (IFPI)              | 3× Platin                                                              | 60.000    |
| Deutschland (BVMI)           | Platin                                                                 | 200.000   |
| Finnland (IFPI)              | Gold                                                                   | 10.007    |
| Frankreich (SNEP)            | Platin                                                                 | 100.000   |
| Italien (FIMI)               | Platin                                                                 | 50.000    |
| Kanada (MC)                  | Platin                                                                 | 80.000    |
| Kolumbien (ASINCOL)          | Gold                                                                   | 5.000     |
| Mexiko (AMPROFON)            | 2× Platin                                                              | 120.000   |
| Neuseeland (RMNZ)            | Platin                                                                 | 15.000    |
| Norwegen (IFPI)              | 2× Platin                                                              | 60.000    |
| Österreich (IFPI)            | 3× Platin                                                              | 45.000    |
| Polen (ZPAV)                 | 2× Platin                                                              | 40.000    |
| Portugal (AFP)               | Platin                                                                 | 15.000    |
| Schweden (IFPI)              | 3× Platin                                                              | 120.000   |
| Schweiz (IFPI)               | Gold                                                                   | 10.000    |
| Singapur (RIAS)              | Platin                                                                 | 10.000    |
| Südafrika (RISA)             | Gold                                                                   | 20.000    |
| Ungarn (MAHASZ)              | Gold                                                                   | 1.000     |
| Vereinigte Staaten (RIAA)    | Platin                                                                 | 1.000.000 |
| Vereinigtes Königreich (BPI) | Platin                                                                 | 300.000   |
| Insgesamt                    | 5× Gold · 27× Platin ·                                                 | 2.461.007 |

### Stories
| Land/Region                  | Auszeichnungen für Musikverkäufe (Land/Region, Auszeichnung, Verkäufe) | Verkäufe |
| ---------------------------- | ---------------------------------------------------------------------- | -------- |
| Brasilien (PMB)              | Gold                                                                   | 20.000   |
| Chile (IFPI)                 | Gold                                                                   | 5.000    |
| Dänemark (IFPI)              | Platin                                                                 | 20.000   |
| Mexiko (AMPROFON)            | Gold                                                                   | 30.000   |
| Neuseeland (RMNZ)            | Platin                                                                 | 15.000   |
| Österreich (IFPI)            | Gold                                                                   | 7.500    |
| Polen (ZPAV)                 | Platin                                                                 | 20.000   |
| Schweden (IFPI)              | 2× Platin                                                              | 80.000   |
| Singapur (RIAS)              | Gold                                                                   | 5.000    |
| Vereinigtes Königreich (BPI) | Gold                                                                   | 100.000  |
| Insgesamt                    | 6× Gold · 5× Platin ·                                                  | 302.500  |

### Tim
| Land/Region                  | Auszeichnungen für Musikverkäufe (Land/Region, Auszeichnung, Verkäufe) | Verkäufe |
| ---------------------------- | ---------------------------------------------------------------------- | -------- |
| Dänemark (IFPI)              | Platin                                                                 | 20.000   |
| Italien (FIMI)               | Gold                                                                   | 25.000   |
| Neuseeland (RMNZ)            | Gold                                                                   | 7.500    |
| Polen (ZPAV)                 | Gold                                                                   | 10.000   |
| Vereinigtes Königreich (BPI) | Silber                                                                 | 60.000   |
| Insgesamt                    | 1× Silber · 3× Gold · 1× Platin ·                                      | 122.500  |

### AVĪCI (01)
| Land/Region       | Auszeichnungen für Musikverkäufe (Land/Region, Auszeichnung, Verkäufe) | Verkäufe |
| ----------------- | ---------------------------------------------------------------------- | -------- |
| Dänemark (IFPI)   | Platin                                                                 | 20.000   |
| Italien (FIMI)    | Gold                                                                   | 25.000   |
| Neuseeland (RMNZ) | 3× Platin                                                              | 45.000   |
| Polen (ZPAV)      | Gold                                                                   | 10.000   |
| Singapur (RIAS)   | Gold                                                                   | 5.000    |
| Insgesamt         | 3× Gold · 4× Platin ·                                                  | 105.000  |

## Auszeichnungen nach Singles

### Bromance
| Land/Region        | Auszeichnungen für Musikverkäufe (Land/Region, Auszeichnung, Verkäufe) | Verkäufe |
| ------------------ | ---------------------------------------------------------------------- | -------- |
| Belgien (BRMA)     | Gold                                                                   | 15.000   |
| Dänemark (IFPI)    | Gold                                                                   | 15.000   |
| Niederlande (NVPI) | Gold                                                                   | 10.000   |
| Insgesamt          | 3× Gold ·                                                              | 40.000   |

### Seek Bromance
| Land/Region                  | Auszeichnungen für Musikverkäufe (Land/Region, Auszeichnung, Verkäufe) | Verkäufe |
| ---------------------------- | ---------------------------------------------------------------------- | -------- |
| Australien (ARIA)            | Gold                                                                   | 35.000   |
| Schweden (IFPI)              | Platin                                                                 | 40.000   |
| Vereinigtes Königreich (BPI) | Platin                                                                 | 600.000  |
| Insgesamt                    | 1× Gold · 2× Platin ·                                                  | 675.000  |

### My Feelings for You
| Land/Region        | Auszeichnungen für Musikverkäufe (Land/Region, Auszeichnung, Verkäufe) | Verkäufe |
| ------------------ | ---------------------------------------------------------------------- | -------- |
| Deutschland (BVMI) | Gold                                                                   | 150.000  |
| Europa (Impala)    | Gold                                                                   | (75.000) |
| Insgesamt          | 2× Gold ·                                                              | 150.000  |

### Collide
| Land/Region                  | Auszeichnungen für Musikverkäufe (Land/Region, Auszeichnung, Verkäufe) | Verkäufe |
| ---------------------------- | ---------------------------------------------------------------------- | -------- |
| Vereinigtes Königreich (BPI) | Silber                                                                 | 200.000  |
| Insgesamt                    | 1× Silber ·                                                            | 200.000  |

### Levels
| Land/Region                  | Auszeichnungen für Musikverkäufe (Land/Region, Auszeichnung, Verkäufe) | Verkäufe  |
| ---------------------------- | ---------------------------------------------------------------------- | --------- |
| Australien (ARIA)            | 7× Platin                                                              | 490.000   |
| Belgien (BRMA)               | Platin                                                                 | 30.000    |
| Brasilien (PMB)              | Diamant                                                                | 250.000   |
| Dänemark (IFPI)              | Platin                                                                 | 30.000    |
| Deutschland (BVMI)           | 3× Platin                                                              | 900.000   |
| Frankreich (SNEP)            | —                                                                      | 57.900    |
| Italien (FIMI)               | 2× Platin                                                              | 60.000    |
| Kanada (MC)                  | Gold                                                                   | 40.000    |
| Neuseeland (RMNZ)            | 4× Platin                                                              | 120.000   |
| Niederlande (NVPI)           | 4× Platin                                                              | 80.000    |
| Norwegen (IFPI)              | 5× Platin                                                              | 50.000    |
| Österreich (IFPI)            | Platin                                                                 | 30.000    |
| Portugal (AFP)               | Gold                                                                   | 5.000     |
| Schweden (IFPI)              | 8× Platin                                                              | 320.000   |
| Schweiz (IFPI)               | 2× Platin                                                              | 60.000    |
| Spanien (Promusicae)         | Platin                                                                 | 60.000    |
| Vereinigte Staaten (RIAA)    | 3× Platin                                                              | 3.000.000 |
| Vereinigtes Königreich (BPI) | 3× Platin                                                              | 1.800.000 |
| Insgesamt                    | 2× Gold · 45× Platin · 1× Diamant ·                                    | 7.382.900 |

### Silhouettes
| Land/Region                  | Auszeichnungen für Musikverkäufe (Land/Region, Auszeichnung, Verkäufe) | Verkäufe |
| ---------------------------- | ---------------------------------------------------------------------- | -------- |
| Australien (ARIA)            | Platin                                                                 | 70.000   |
| Brasilien (PMB)              | Gold                                                                   | 30.000   |
| Schweden (IFPI)              | 3× Platin                                                              | 120.000  |
| Vereinigtes Königreich (BPI) | Gold                                                                   | 400.000  |
| Insgesamt                    | 2× Gold · 4× Platin ·                                                  | 620.000  |

### I Could Be the One
| Land/Region                  | Auszeichnungen für Musikverkäufe (Land/Region, Auszeichnung, Verkäufe) | Verkäufe  |
| ---------------------------- | ---------------------------------------------------------------------- | --------- |
| Australien (ARIA)            | 4× Platin                                                              | 280.000   |
| Belgien (BRMA)               | Gold                                                                   | 15.000    |
| Brasilien (PMB)              | 2× Platin                                                              | 120.000   |
| Deutschland (BVMI)           | Gold                                                                   | 150.000   |
| Finnland (IFPI)              | —                                                                      | 21.226    |
| Frankreich (SNEP)            | —                                                                      | 36.300    |
| Italien (FIMI)               | Platin                                                                 | 30.000    |
| Mexiko (AMPROFON)            | 3× Platin                                                              | 180.000   |
| Neuseeland (RMNZ)            | Platin                                                                 | 15.000    |
| Niederlande (NVPI)           | 3× Platin                                                              | 60.000    |
| Spanien (Promusicae)         | Platin                                                                 | 60.000    |
| Vereinigte Staaten (RIAA)    | Platin                                                                 | 1.000.000 |
| Vereinigtes Königreich (BPI) | Platin                                                                 | 600.000   |
| Insgesamt                    | 2× Gold · 17× Platin ·                                                 | 2.567.526 |

### Wake Me Up
| Land/Region                  | Auszeichnungen für Musikverkäufe (Land/Region, Auszeichnung, Verkäufe) | Verkäufe   |
| ---------------------------- | ---------------------------------------------------------------------- | ---------- |
| Australien (ARIA)            | 15× Platin                                                             | 1.050.000  |
| Belgien (BRMA)               | 4× Platin                                                              | 120.000    |
| Brasilien (PMB)              | 6× Diamant                                                             | 1.500.000  |
| Dänemark (IFPI)              | 2× Platin                                                              | 60.000     |
| Deutschland (BVMI)           | 11× Gold                                                               | 1.650.000  |
| Finnland (IFPI)              | Gold                                                                   | 34.924     |
| Frankreich (SNEP)            | —                                                                      | 208.800    |
| Italien (FIMI)               | 5× Platin                                                              | 150.000    |
| Japan (RIAJ)                 | Platin                                                                 | 250.000    |
| Kanada (MC)                  | Platin                                                                 | 80.000     |
| Mexiko (AMPROFON)            | 2× Platin                                                              | 120.000    |
| Neuseeland (RMNZ)            | 8× Platin                                                              | 240.000    |
| Niederlande (NVPI)           | 8× Platin                                                              | 160.000    |
| Norwegen (IFPI)              | 7× Platin                                                              | 70.000     |
| Österreich (IFPI)            | 2× Platin                                                              | 60.000     |
| Portugal (AFP)               | 5× Platin                                                              | 50.000     |
| Schweden (IFPI)              | 13× Platin                                                             | 520.000    |
| Schweiz (IFPI)               | 3× Platin                                                              | 90.000     |
| Spanien (Promusicae)         | 4× Platin                                                              | 240.000    |
| Vereinigte Staaten (RIAA)    | 11× Platin                                                             | 11.000.000 |
| Vereinigtes Königreich (BPI) | 6× Platin                                                              | 3.600.000  |
| Insgesamt                    | 2× Gold · 92× Platin · 7× Diamant ·                                    | 21.253.724 |

### You Make Me
| Land/Region                  | Auszeichnungen für Musikverkäufe (Land/Region, Auszeichnung, Verkäufe) | Verkäufe  |
| ---------------------------- | ---------------------------------------------------------------------- | --------- |
| Australien (ARIA)            | 2× Platin                                                              | 140.000   |
| Brasilien (PMB)              | Platin                                                                 | 60.000    |
| Deutschland (BVMI)           | Gold                                                                   | 150.000   |
| Italien (FIMI)               | Gold                                                                   | 15.000    |
| Neuseeland (RMNZ)            | Gold                                                                   | 7.500     |
| Niederlande (NVPI)           | 2× Platin                                                              | 40.000    |
| Norwegen (IFPI)              | 2× Platin                                                              | 20.000    |
| Schweden (IFPI)              | 4× Platin                                                              | 160.000   |
| Spanien (Promusicae)         | Gold                                                                   | 30.000    |
| Vereinigte Staaten (RIAA)    | Gold                                                                   | 500.000   |
| Vereinigtes Königreich (BPI) | Platin                                                                 | 600.000   |
| Insgesamt                    | 5× Gold · 12× Platin ·                                                 | 1.722.500 |

### Hey Brother
| Land/Region                  | Auszeichnungen für Musikverkäufe (Land/Region, Auszeichnung, Verkäufe) | Verkäufe  |
| ---------------------------- | ---------------------------------------------------------------------- | --------- |
| Australien (ARIA)            | 8× Platin                                                              | 560.000   |
| Belgien (BRMA)               | Platin                                                                 | 30.000    |
| Brasilien (PMB)              | 4× Diamant                                                             | 1.000.000 |
| Deutschland (BVMI)           | 2× Platin                                                              | 600.000   |
| Frankreich (SNEP)            | —                                                                      | 96.200    |
| Italien (FIMI)               | 3× Platin                                                              | 90.000    |
| Kanada (MC)                  | Gold                                                                   | 40.000    |
| Neuseeland (RMNZ)            | 3× Platin                                                              | 90.000    |
| Niederlande (NVPI)           | 3× Platin                                                              | 60.000    |
| Norwegen (IFPI)              | 5× Platin                                                              | 50.000    |
| Österreich (IFPI)            | Platin                                                                 | 30.000    |
| Portugal (AFP)               | Gold                                                                   | 5.000     |
| Schweden (IFPI)              | 7× Platin                                                              | 280.000   |
| Schweiz (IFPI)               | Platin                                                                 | 30.000    |
| Spanien (Promusicae)         | 2× Platin                                                              | 80.000    |
| Vereinigte Staaten (RIAA)    | 4× Platin                                                              | 4.000.000 |
| Vereinigtes Königreich (BPI) | 3× Platin                                                              | 1.800.000 |
| Insgesamt                    | 2× Gold · 43× Platin · 4× Diamant ·                                    | 8.841.200 |

### Addicted to You
| Land/Region                  | Auszeichnungen für Musikverkäufe (Land/Region, Auszeichnung, Verkäufe) | Verkäufe  |
| ---------------------------- | ---------------------------------------------------------------------- | --------- |
| Australien (ARIA)            | 4× Platin                                                              | 280.000   |
| Belgien (BRMA)               | Gold                                                                   | 15.000    |
| Brasilien (PMB)              | 2× Platin                                                              | 120.000   |
| Deutschland (BVMI)           | 3× Gold                                                                | 450.000   |
| Frankreich (SNEP)            | —                                                                      | 72.000    |
| Italien (FIMI)               | Platin                                                                 | 30.000    |
| Neuseeland (RMNZ)            | Platin                                                                 | 15.000    |
| Norwegen (IFPI)              | Platin                                                                 | 10.000    |
| Österreich (IFPI)            | Gold                                                                   | 15.000    |
| Schweden (IFPI)              | 3× Platin                                                              | 120.000   |
| Spanien (Promusicae)         | Gold                                                                   | 30.000    |
| Vereinigtes Königreich (BPI) | Platin                                                                 | 600.000   |
| Insgesamt                    | 4× Gold · 14× Platin ·                                                 | 1.757.000 |

### Lay Me Down
| Land/Region     | Auszeichnungen für Musikverkäufe (Land/Region, Auszeichnung, Verkäufe) | Verkäufe |
| --------------- | ---------------------------------------------------------------------- | -------- |
| Schweden (IFPI) | Gold                                                                   | 20.000   |
| Insgesamt       | 1× Gold ·                                                              | 20.000   |

### The Days
| Land/Region                  | Auszeichnungen für Musikverkäufe (Land/Region, Auszeichnung, Verkäufe) | Verkäufe |
| ---------------------------- | ---------------------------------------------------------------------- | -------- |
| Australien (ARIA)            | 2× Platin                                                              | 140.000  |
| Brasilien (PMB)              | 2× Platin                                                              | 120.000  |
| Dänemark (IFPI)              | Platin                                                                 | 30.000   |
| Deutschland (BVMI)           | Gold                                                                   | 200.000  |
| Italien (FIMI)               | Platin                                                                 | 30.000   |
| Neuseeland (RMNZ)            | Gold                                                                   | 7.500    |
| Schweden (IFPI)              | Platin                                                                 | 40.000   |
| Spanien (Promusicae)         | Gold                                                                   | 20.000   |
| Vereinigtes Königreich (BPI) | Silber                                                                 | 200.000  |
| Insgesamt                    | 1× Silber · 3× Gold · 7× Platin ·                                      | 787.500  |

### The Nights
| Land/Region                  | Auszeichnungen für Musikverkäufe (Land/Region, Auszeichnung, Verkäufe) | Verkäufe  |
| ---------------------------- | ---------------------------------------------------------------------- | --------- |
| Australien (ARIA)            | 5× Platin                                                              | 350.000   |
| Brasilien (PMB)              | 2× Diamant                                                             | 500.000   |
| Dänemark (IFPI)              | 2× Platin                                                              | 180.000   |
| Deutschland (BVMI)           | Platin                                                                 | 600.000   |
| Italien (FIMI)               | 3× Platin                                                              | 300.000   |
| Japan (RIAJ)                 | Gold                                                                   | 100.000   |
| Neuseeland (RMNZ)            | 4× Platin                                                              | 120.000   |
| Österreich (IFPI)            | Gold                                                                   | 15.000    |
| Portugal (AFP)               | 3× Platin                                                              | 30.000    |
| Schweden (IFPI)              | Platin                                                                 | 40.000    |
| Spanien (Promusicae)         | 3× Platin                                                              | 180.000   |
| Vereinigte Staaten (RIAA)    | Platin                                                                 | 1.000.000 |
| Vereinigtes Königreich (BPI) | 3× Platin                                                              | 1.800.000 |
| Insgesamt                    | 2× Gold · 26× Platin · 2× Diamant ·                                    | 5.215.000 |

### Feeling Good
| Land/Region     | Auszeichnungen für Musikverkäufe (Land/Region, Auszeichnung, Verkäufe) | Verkäufe |
| --------------- | ---------------------------------------------------------------------- | -------- |
| Brasilien (PMB) | Gold                                                                   | 30.000   |
| Insgesamt       | 1× Gold ·                                                              | 30.000   |

### Waiting for Love
| Land/Region                  | Auszeichnungen für Musikverkäufe (Land/Region, Auszeichnung, Verkäufe) | Verkäufe  |
| ---------------------------- | ---------------------------------------------------------------------- | --------- |
| Australien (ARIA)            | 4× Platin                                                              | 280.000   |
| Belgien (BRMA)               | Platin                                                                 | 30.000    |
| Brasilien (PMB)              | 2× Diamant                                                             | 500.000   |
| Dänemark (IFPI)              | 2× Platin                                                              | 180.000   |
| Deutschland (BVMI)           | Platin                                                                 | 400.000   |
| Finnland (IFPI)              | Platin                                                                 | 40.000    |
| Frankreich (SNEP)            | —                                                                      | 23.300    |
| Italien (FIMI)               | 4× Platin                                                              | 200.000   |
| Japan (RIAJ)                 | Gold                                                                   | 100.000   |
| Kanada (MC)                  | Platin                                                                 | 80.000    |
| Neuseeland (RMNZ)            | 3× Platin                                                              | 90.000    |
| Österreich (IFPI)            | Gold                                                                   | 15.000    |
| Polen (ZPAV)                 | 4× Platin                                                              | 200.000   |
| Portugal (AFP)               | Platin                                                                 | 10.000    |
| Schweden (IFPI)              | 7× Platin                                                              | 280.000   |
| Spanien (Promusicae)         | 2× Platin                                                              | 80.000    |
| Vereinigte Staaten (RIAA)    | Gold                                                                   | 500.000   |
| Vereinigtes Königreich (BPI) | 2× Platin                                                              | 1.200.000 |
| Insgesamt                    | 3× Gold · 33× Platin · 2× Diamant ·                                    | 4.208.300 |

### Pure Grinding
| Land/Region     | Auszeichnungen für Musikverkäufe (Land/Region, Auszeichnung, Verkäufe) | Verkäufe |
| --------------- | ---------------------------------------------------------------------- | -------- |
| Dänemark (IFPI) | Gold                                                                   | 45.000   |
| Schweden (IFPI) | Platin                                                                 | 40.000   |
| Insgesamt       | 1× Gold · 1× Platin ·                                                  | 85.000   |

### For a Better Day
| Land/Region                  | Auszeichnungen für Musikverkäufe (Land/Region, Auszeichnung, Verkäufe) | Verkäufe |
| ---------------------------- | ---------------------------------------------------------------------- | -------- |
| Brasilien (PMB)              | Platin                                                                 | 60.000   |
| Deutschland (BVMI)           | Gold                                                                   | 200.000  |
| Italien (FIMI)               | Gold                                                                   | 25.000   |
| Polen (ZPAV)                 | Platin                                                                 | 20.000   |
| Schweden (IFPI)              | 2× Platin                                                              | 80.000   |
| Spanien (Promusicae)         | Gold                                                                   | 30.000   |
| Vereinigtes Königreich (BPI) | Silber                                                                 | 200.000  |
| Insgesamt                    | 1× Silber · 3× Gold · 4× Platin ·                                      | 615.000  |

### Broken Arrows
| Land/Region     | Auszeichnungen für Musikverkäufe (Land/Region, Auszeichnung, Verkäufe) | Verkäufe |
| --------------- | ---------------------------------------------------------------------- | -------- |
| Brasilien (PMB) | Gold                                                                   | 30.000   |
| Kanada (MC)     | Gold                                                                   | 40.000   |
| Schweden (IFPI) | 3× Platin                                                              | 120.000  |
| Insgesamt       | 2× Gold · 3× Platin ·                                                  | 190.000  |

### Taste the Feeling
| Land/Region     | Auszeichnungen für Musikverkäufe (Land/Region, Auszeichnung, Verkäufe) | Verkäufe |
| --------------- | ---------------------------------------------------------------------- | -------- |
| Brasilien (PMB) | Gold                                                                   | 20.000   |
| Insgesamt       | 1× Gold ·                                                              | 20.000   |

### Without You
| Land/Region                  | Auszeichnungen für Musikverkäufe (Land/Region, Auszeichnung, Verkäufe) | Verkäufe  |
| ---------------------------- | ---------------------------------------------------------------------- | --------- |
| Belgien (BRMA)               | Platin                                                                 | 30.000    |
| Brasilien (PMB)              | 3× Platin                                                              | 120.000   |
| Dänemark (IFPI)              | 2× Platin                                                              | 180.000   |
| Deutschland (BVMI)           | Platin                                                                 | 400.000   |
| Frankreich (SNEP)            | Platin                                                                 | 200.000   |
| Italien (FIMI)               | 3× Platin                                                              | 150.000   |
| Kanada (MC)                  | Platin                                                                 | 80.000    |
| Neuseeland (RMNZ)            | 2× Platin                                                              | 60.000    |
| Österreich (IFPI)            | Gold                                                                   | 15.000    |
| Polen (ZPAV)                 | 2× Platin                                                              | 100.000   |
| Portugal (AFP)               | Platin                                                                 | 10.000    |
| Schweden (IFPI)              | 7× Platin                                                              | 280.000   |
| Spanien (Promusicae)         | Platin                                                                 | 60.000    |
| Vereinigte Staaten (RIAA)    | Gold                                                                   | 500.000   |
| Vereinigtes Königreich (BPI) | Platin                                                                 | 600.000   |
| Insgesamt                    | 2× Gold · 26× Platin ·                                                 | 2.785.000 |

### Lonely Together
| Land/Region                  | Auszeichnungen für Musikverkäufe (Land/Region, Auszeichnung, Verkäufe) | Verkäufe  |
| ---------------------------- | ---------------------------------------------------------------------- | --------- |
| Belgien (BRMA)               | Gold                                                                   | 15.000    |
| Brasilien (PMB)              | 2× Platin                                                              | 80.000    |
| Dänemark (IFPI)              | Platin                                                                 | 90.000    |
| Deutschland (BVMI)           | Platin                                                                 | 400.000   |
| Frankreich (SNEP)            | Platin                                                                 | 200.000   |
| Italien (FIMI)               | Platin                                                                 | 50.000    |
| Kanada (MC)                  | Platin                                                                 | 80.000    |
| Neuseeland (RMNZ)            | 2× Platin                                                              | 60.000    |
| Norwegen (IFPI)              | 2× Platin                                                              | 120.000   |
| Polen (ZPAV)                 | Gold                                                                   | 25.000    |
| Portugal (AFP)               | Platin                                                                 | 10.000    |
| Spanien (Promusicae)         | Platin                                                                 | 60.000    |
| Vereinigte Staaten (RIAA)    | Platin                                                                 | 1.000.000 |
| Vereinigtes Königreich (BPI) | 2× Platin                                                              | 1.200.000 |
| Insgesamt                    | 2× Gold · 16× Platin ·                                                 | 3.390.000 |

### SOS
| Land/Region                  | Auszeichnungen für Musikverkäufe (Land/Region, Auszeichnung, Verkäufe) | Verkäufe  |
| ---------------------------- | ---------------------------------------------------------------------- | --------- |
| Australien (ARIA)            | 3× Platin                                                              | 210.000   |
| Belgien (BRMA)               | Platin                                                                 | 40.000    |
| Brasilien (PMB)              | 3× Platin                                                              | 120.000   |
| Dänemark (IFPI)              | 2× Platin                                                              | 180.000   |
| Deutschland (BVMI)           | Platin                                                                 | 400.000   |
| Finnland (IFPI)              | Gold                                                                   | 20.000    |
| Frankreich (SNEP)            | Gold                                                                   | 100.000   |
| Italien (FIMI)               | Platin                                                                 | 50.000    |
| Kanada (MC)                  | 2× Platin                                                              | 160.000   |
| Neuseeland (RMNZ)            | 2× Platin                                                              | 60.000    |
| Polen (ZPAV)                 | 2× Platin                                                              | 100.000   |
| Portugal (AFP)               | Platin                                                                 | 10.000    |
| Spanien (Promusicae)         | Gold                                                                   | 30.000    |
| Vereinigte Staaten (RIAA)    | Gold                                                                   | 500.000   |
| Vereinigtes Königreich (BPI) | Platin                                                                 | 600.000   |
| Insgesamt                    | 4× Gold · 19× Platin ·                                                 | 2.580.000 |

### Tough Love
| Land/Region     | Auszeichnungen für Musikverkäufe (Land/Region, Auszeichnung, Verkäufe) | Verkäufe |
| --------------- | ---------------------------------------------------------------------- | -------- |
| Brasilien (PMB) | Gold                                                                   | 20.000   |
| Insgesamt       | 1× Gold ·                                                              | 20.000   |

### Heaven
| Land/Region                  | Auszeichnungen für Musikverkäufe (Land/Region, Auszeichnung, Verkäufe) | Verkäufe  |
| ---------------------------- | ---------------------------------------------------------------------- | --------- |
| Brasilien (PMB)              | 3× Platin                                                              | 120.000   |
| Dänemark (IFPI)              | Gold                                                                   | 45.000    |
| Frankreich (SNEP)            | Gold                                                                   | 100.000   |
| Italien (FIMI)               | Platin                                                                 | 70.000    |
| Portugal (AFP)               | Gold                                                                   | 5.000     |
| Spanien (Promusicae)         | Gold                                                                   | 30.000    |
| Vereinigte Staaten (RIAA)    | Gold                                                                   | 500.000   |
| Vereinigtes Königreich (BPI) | Silber                                                                 | 200.000   |
| Insgesamt                    | 1× Silber · 5× Gold · 4× Platin ·                                      | 1.080.000 |

### Fades Away (Tribute Concert Version)
| Land/Region     | Auszeichnungen für Musikverkäufe (Land/Region, Auszeichnung, Verkäufe) | Verkäufe |
| --------------- | ---------------------------------------------------------------------- | -------- |
| Schweden (IFPI) | Gold                                                                   | 40.000   |
| Insgesamt       | 1× Gold ·                                                              | 40.000   |

### Forever Yours (Avicii Tribute)
| Land/Region     | Auszeichnungen für Musikverkäufe (Land/Region, Auszeichnung, Verkäufe) | Verkäufe |
| --------------- | ---------------------------------------------------------------------- | -------- |
| Brasilien (PMB) | Gold                                                                   | 20.000   |
| Insgesamt       | 1× Gold ·                                                              | 20.000   |

## Auszeichnungen nach Liedern

### Fade into Darkness
| Land/Region     | Auszeichnungen für Musikverkäufe (Land/Region, Auszeichnung, Verkäufe) | Verkäufe |
| --------------- | ---------------------------------------------------------------------- | -------- |
| Schweden (IFPI) | 5× Platin                                                              | 200.000  |
| Insgesamt       | 5× Platin ·                                                            | 200.000  |

### X You
| Land/Region     | Auszeichnungen für Musikverkäufe (Land/Region, Auszeichnung, Verkäufe) | Verkäufe |
| --------------- | ---------------------------------------------------------------------- | -------- |
| Schweden (IFPI) | Platin                                                                 | 40.000   |
| Insgesamt       | 1× Platin ·                                                            | 40.000   |

### Gonna Love Ya
| Land/Region     | Auszeichnungen für Musikverkäufe (Land/Region, Auszeichnung, Verkäufe) | Verkäufe |
| --------------- | ---------------------------------------------------------------------- | -------- |
| Schweden (IFPI) | 3× Platin                                                              | 120.000  |
| Insgesamt       | 3× Platin ·                                                            | 120.000  |

## Auszeichnungen nach Autorenbeteiligungen und Produktionen

### Good Feeling(Flo Rida)
| Land/Region                  | Auszeichnungen für Musikverkäufe (Land/Region, Auszeichnung, Verkäufe) | Verkäufe  |
| ---------------------------- | ---------------------------------------------------------------------- | --------- |
| Australien (ARIA)            | 6× Platin                                                              | 420.000   |
| Belgien (BRMA)               | Gold                                                                   | 15.000    |
| Dänemark (IFPI)              | Gold                                                                   | 15.000    |
| Deutschland (BVMI)           | Platin                                                                 | 300.000   |
| Frankreich (SNEP)            | Gold                                                                   | 157.100   |
| Irland (IRMA)                | Platin                                                                 | 15.000    |
| Italien (FIMI)               | Platin                                                                 | 50.000    |
| Kanada (MC)                  | 5× Platin                                                              | 400.000   |
| Mexiko (AMPROFON)            | 3× Gold                                                                | 90.000    |
| Neuseeland (RMNZ)            | 2× Platin                                                              | 30.000    |
| Österreich (IFPI)            | Platin                                                                 | 30.000    |
| Schweden (IFPI)              | 4× Platin                                                              | 160.000   |
| Schweiz (IFPI)               | 2× Platin                                                              | 60.000    |
| Spanien (Promusicae)         | Gold                                                                   | 30.000    |
| Vereinigte Staaten (RIAA)    | 5× Platin                                                              | 5.000.000 |
| Vereinigtes Königreich (BPI) | 2× Platin                                                              | 1.200.000 |
| Insgesamt                    | 5× Gold · 31× Platin ·                                                 | 6.972.100 |

### A Sky Full of Stars (Coldplay)
| Land/Region                  | Auszeichnungen für Musikverkäufe (Land/Region, Auszeichnung, Verkäufe) | Verkäufe  |
| ---------------------------- | ---------------------------------------------------------------------- | --------- |
| Australien (ARIA)            | 8× Platin                                                              | 560.000   |
| Belgien (BRMA)               | 2× Platin                                                              | 60.000    |
| Dänemark (IFPI)              | 2× Platin                                                              | 180.000   |
| Deutschland (BVMI)           | 2× Platin                                                              | 600.000   |
| Frankreich (SNEP)            | Gold                                                                   | 96.700    |
| Italien (FIMI)               | 5× Platin                                                              | 150.000   |
| Kanada (MC)                  | 3× Platin                                                              | 240.000   |
| Mexiko (AMPROFON)            | Platin                                                                 | 60.000    |
| Neuseeland (RMNZ)            | 5× Platin                                                              | 150.000   |
| Österreich (IFPI)            | Gold                                                                   | 15.000    |
| Portugal (AFP)               | 5× Platin                                                              | 50.000    |
| Schweiz (IFPI)               | Platin                                                                 | 30.000    |
| Spanien (Promusicae)         | 4× Platin                                                              | 240.000   |
| Vereinigte Staaten (RIAA)    | 4× Platin                                                              | 4.000.000 |
| Vereinigtes Königreich (BPI) | 4× Platin                                                              | 2.400.000 |
| Insgesamt                    | 2× Gold · 46× Platin ·                                                 | 8.831.700 |

### Lovers on the Sun(David Guettafeat.Sam Martin)
| Land/Region                  | Auszeichnungen für Musikverkäufe (Land/Region, Auszeichnung, Verkäufe) | Verkäufe  |
| ---------------------------- | ---------------------------------------------------------------------- | --------- |
| Australien (ARIA)            | Platin                                                                 | 70.000    |
| Deutschland (BVMI)           | Platin                                                                 | 400.000   |
| Frankreich (SNEP)            | —                                                                      | 54.300    |
| Italien (FIMI)               | 2× Platin                                                              | 60.000    |
| Mexiko (AMPROFON)            | Gold                                                                   | 30.000    |
| Österreich (IFPI)            | Gold                                                                   | 15.000    |
| Schweden (IFPI)              | 3× Platin                                                              | 120.000   |
| Schweiz (IFPI)               | Platin                                                                 | 30.000    |
| Spanien (Promusicae)         | Platin                                                                 | 40.000    |
| Vereinigtes Königreich (BPI) | Platin                                                                 | 600.000   |
| Insgesamt                    | 2× Gold · 10× Platin ·                                                 | 1.419.300 |

### Hymn for the Weekend (Coldplay feat.Beyoncé)
| Land/Region                  | Auszeichnungen für Musikverkäufe (Land/Region, Auszeichnung, Verkäufe) | Verkäufe  |
| ---------------------------- | ---------------------------------------------------------------------- | --------- |
| Australien (ARIA)            | 8× Platin                                                              | 560.000   |
| Belgien (BRMA)               | Platin                                                                 | 30.000    |
| Dänemark (IFPI)              | 3× Platin                                                              | 270.000   |
| Deutschland (BVMI)           | 2× Platin                                                              | 800.000   |
| Frankreich (SNEP)            | —                                                                      | 55.700    |
| Italien (FIMI)               | 8× Platin                                                              | 400.000   |
| Kanada (MC)                  | 3× Platin                                                              | 240.000   |
| Neuseeland (RMNZ)            | 3× Platin                                                              | 90.000    |
| Österreich (IFPI)            | Gold                                                                   | 15.000    |
| Polen (ZPAV)                 | Diamant                                                                | 100.000   |
| Portugal (AFP)               | 4× Platin                                                              | 40.000    |
| Schweden (IFPI)              | Platin                                                                 | 40.000    |
| Schweiz (IFPI)               | 2× Platin                                                              | 60.000    |
| Spanien (Promusicae)         | 4× Platin                                                              | 240.000   |
| Vereinigte Staaten (RIAA)    | 5× Platin                                                              | 5.000.000 |
| Vereinigtes Königreich (BPI) | 3× Platin                                                              | 1.800.000 |
| Insgesamt                    | 1× Gold · 47× Platin · 1× Diamant ·                                    | 9.740.700 |

## Auszeichnungen nach Musikstreamings

### Good Feeling (Flo Rida)
| Land/Region     | Auszeichnungen für Musikverkäufe (Land/Region, Auszeichnung, Verkäufe) | Verkäufe  |
| --------------- | ---------------------------------------------------------------------- | --------- |
| Dänemark (IFPI) | 2× Platin                                                              | 1.800.000 |
| Insgesamt       | 2× Platin ·                                                            | 1.800.000 |

### Levels
| Land/Region     | Auszeichnungen für Musikverkäufe (Land/Region, Auszeichnung, Verkäufe) | Verkäufe  |
| --------------- | ---------------------------------------------------------------------- | --------- |
| Dänemark (IFPI) | 3× Platin                                                              | 2.700.000 |
| Insgesamt       | 3× Platin ·                                                            | 2.700.000 |

### Silhouettes
| Land/Region     | Auszeichnungen für Musikverkäufe (Land/Region, Auszeichnung, Verkäufe) | Verkäufe  |
| --------------- | ---------------------------------------------------------------------- | --------- |
| Dänemark (IFPI) | Platin                                                                 | 1.800.000 |
| Insgesamt       | 1× Platin ·                                                            | 1.800.000 |

### I Could Be the One
| Land/Region     | Auszeichnungen für Musikverkäufe (Land/Region, Auszeichnung, Verkäufe) | Verkäufe  |
| --------------- | ---------------------------------------------------------------------- | --------- |
| Dänemark (IFPI) | 2× Platin                                                              | 3.600.000 |
| Insgesamt       | 2× Platin ·                                                            | 3.600.000 |

### Wake Me Up
| Land/Region          | Auszeichnungen für Musikverkäufe (Land/Region, Auszeichnung, Verkäufe) | Verkäufe    |
| -------------------- | ---------------------------------------------------------------------- | ----------- |
| Dänemark (IFPI)      | 6× Platin                                                              | 5.400.000   |
| Japan (RIAJ)         | Platin                                                                 | 100.000.000 |
| Spanien (Promusicae) | 2× Platin                                                              | 16.000.000  |
| Insgesamt            | 4× Platin ·                                                            | 121.400.000 |

### You Make Me
| Land/Region          | Auszeichnungen für Musikverkäufe (Land/Region, Auszeichnung, Verkäufe) | Verkäufe  |
| -------------------- | ---------------------------------------------------------------------- | --------- |
| Dänemark (IFPI)      | Platin                                                                 | 1.800.000 |
| Spanien (Promusicae) | Gold                                                                   | 4.000.000 |
| Insgesamt            | 1× Gold · 1× Platin ·                                                  | 5.800.000 |

### Hey Brother
| Land/Region          | Auszeichnungen für Musikverkäufe (Land/Region, Auszeichnung, Verkäufe) | Verkäufe   |
| -------------------- | ---------------------------------------------------------------------- | ---------- |
| Dänemark (IFPI)      | 3× Platin                                                              | 5.400.000  |
| Spanien (Promusicae) | Platin                                                                 | 8.000.000  |
| Insgesamt            | 4× Platin ·                                                            | 13.400.000 |

### Addicted to You
| Land/Region     | Auszeichnungen für Musikverkäufe (Land/Region, Auszeichnung, Verkäufe) | Verkäufe  |
| --------------- | ---------------------------------------------------------------------- | --------- |
| Dänemark (IFPI) | Platin                                                                 | 2.600.000 |
| Insgesamt       | 1× Platin ·                                                            | 2.600.000 |

### A Sky Full of Stars (Coldplay)
| Land/Region          | Auszeichnungen für Musikverkäufe (Land/Region, Auszeichnung, Verkäufe) | Verkäufe   |
| -------------------- | ---------------------------------------------------------------------- | ---------- |
| Dänemark (IFPI)      | Platin                                                                 | 2.600.000  |
| Spanien (Promusicae) | Platin                                                                 | 8.000.000  |
| Insgesamt            | 2× Platin ·                                                            | 10.600.000 |

### Lovers on the Sun(David Guettafeat.Sam Martin)
| Land/Region          | Auszeichnungen für Musikverkäufe (Land/Region, Auszeichnung, Verkäufe) | Verkäufe   |
| -------------------- | ---------------------------------------------------------------------- | ---------- |
| Dänemark (IFPI)      | Platin                                                                 | 2.600.000  |
| Spanien (Promusicae) | Platin                                                                 | 8.000.000  |
| Insgesamt            | 2× Platin ·                                                            | 10.600.000 |

### The Days
| Land/Region          | Auszeichnungen für Musikverkäufe (Land/Region, Auszeichnung, Verkäufe) | Verkäufe  |
| -------------------- | ---------------------------------------------------------------------- | --------- |
| Dänemark (IFPI)      | Gold                                                                   | 1.300.000 |
| Spanien (Promusicae) | Gold                                                                   | 4.000.000 |
| Insgesamt            | 2× Gold ·                                                              | 5.300.000 |

### Waiting for Love
| Land/Region  | Auszeichnungen für Musikverkäufe (Land/Region, Auszeichnung, Verkäufe) | Verkäufe    |
| ------------ | ---------------------------------------------------------------------- | ----------- |
| Japan (RIAJ) | Platin                                                                 | 100.000.000 |
| Insgesamt    | 1× Platin ·                                                            | 100.000.000 |

### The Nights
| Land/Region  | Auszeichnungen für Musikverkäufe (Land/Region, Auszeichnung, Verkäufe) | Verkäufe    |
| ------------ | ---------------------------------------------------------------------- | ----------- |
| Japan (RIAJ) | Platin                                                                 | 100.000.000 |
| Insgesamt    | 1× Platin ·                                                            | 100.000.000 |

### Without You
| Land/Region  | Auszeichnungen für Musikverkäufe (Land/Region, Auszeichnung, Verkäufe) | Verkäufe   |
| ------------ | ---------------------------------------------------------------------- | ---------- |
| Japan (RIAJ) | Gold                                                                   | 50.000.000 |
| Insgesamt    | 1× Gold ·                                                              | 50.000.000 |

### SOS
| Land/Region  | Auszeichnungen für Musikverkäufe (Land/Region, Auszeichnung, Verkäufe) | Verkäufe   |
| ------------ | ---------------------------------------------------------------------- | ---------- |
| Japan (RIAJ) | Gold                                                                   | 50.000.000 |
| Insgesamt    | 1× Gold ·                                                              | 50.000.000 |

## Statistik und Quellen
| Land/RegionAuszeichnungen für Musikverkäufe (Land/Region, Auszeichnungen, Verkäufe, Quellen) | Silber     | Gold       | Platin         | Diamant       | Verkäufe   | Quellen                           |
| -------------------------------------------------------------------------------------------- | ---------- | ---------- | -------------- | ------------- | ---------- | --------------------------------- |
| Australien (ARIA)                                                                            | —          | Gold1      | 80× Platin80   | —             | 5.635.000  | aria.com.au                       |
| Belgien (BRMA)                                                                               | —          | 5× Gold5   | 12× Platin12   | —             | 445.000    | ultratop.be                       |
| Brasilien (PMB)                                                                              | —          | 7× Gold7   | 20× Platin20   | 15× Diamant15 | 4.780.000  | pro-musicabr.org.br               |
| Chile (IFPI)                                                                                 | —          | Gold1      | —              | —             | 5.000      | Einzelnachweise                   |
| Dänemark (IFPI)                                                                              | —          | 5× Gold5   | 45× Platin45   | —             | 1.620.000  | ifpi.dk                           |
| Deutschland (BVMI)                                                                           | —          | 7× Gold7   | 23× Platin23   | —             | 8.950.000  | musikindustrie.de                 |
| Europa (Impala)                                                                              | —          | Gold1      | —              | —             | (75.000)   | Einzelnachweise                   |
| Finnland (IFPI)                                                                              | —          | 3× Gold3   | Platin1        | —             | 126.157    | ifpi.fi                           |
| Frankreich (SNEP)                                                                            | —          | 3× Gold3   | 3× Platin3     | —             | 1.558.300  | infodisc.fr snepmusique.com       |
| Irland (IRMA)                                                                                | —          | —          | Platin1        | —             | 15.000     | Einzelnachweise                   |
| Italien (FIMI)                                                                               | —          | 4× Gold4   | 43× Platin43   | —             | 2.010.000  | fimi.it                           |
| Japan (RIAJ)                                                                                 | —          | 4× Gold4   | 4× Platin4     | —             | 450.000    | riaj.or.jp JP2                    |
| Kanada (MC)                                                                                  | —          | 3× Gold3   | 18× Platin18   | —             | 1.560.000  | musiccanada.com                   |
| Kolumbien (ASINCOL)                                                                          | —          | Gold1      | —              | —             | 5.000      | Einzelnachweise                   |
| Mexiko (AMPROFON)                                                                            | —          | 3× Gold3   | 9× Platin9     | —             | 630.000    | amprofon.com.mx                   |
| Neuseeland (RMNZ)                                                                            | —          | 3× Gold3   | 45× Platin45   | —             | 1.237.500  | radioscope.co.nz NZ2              |
| Niederlande (NVPI)                                                                           | —          | Gold1      | 20× Platin20   | —             | 330.000    | nvpi.nl                           |
| Norwegen (IFPI)                                                                              | —          | —          | 24× Platin24   | —             | 380.000    | ifpi.no                           |
| Österreich (IFPI)                                                                            | —          | 8× Gold8   | 8× Platin8     | —             | 307.500    | ifpi.at                           |
| Polen (ZPAV)                                                                                 | —          | 3× Gold3   | 12× Platin12   | Diamant1      | 625.000    | olis.pl                           |
| Portugal (AFP)                                                                               | —          | 3× Gold3   | 22× Platin22   | —             | 240.000    | Einzelnachweise                   |
| Schweden (IFPI)                                                                              | —          | 2× Gold2   | 83× Platin83   | —             | 3.380.000  | sverigetopplistan.se              |
| Schweiz (IFPI)                                                                               | —          | Gold1      | 12× Platin12   | —             | 370.000    | hitparade.ch                      |
| Singapur (RIAS)                                                                              | —          | 2× Gold2   | Platin1        | —             | 20.000     | rias.org.sg                       |
| Spanien (Promusicae)                                                                         | —          | 8× Gold8   | 29× Platin29   | —             | 1.500.000  | elportaldemusica.es promusicae.es |
| Südafrika (RISA)                                                                             | —          | Gold1      | —              | —             | 20.000     | Einzelnachweise                   |
| Ungarn (MAHASZ)                                                                              | —          | Gold1      | —              | —             | 1.000      | slagerlistak.hu                   |
| Vereinigte Staaten (RIAA)                                                                    | —          | 5× Gold5   | 26× Platin26   | Diamant1      | 38.500.000 | riaa.com                          |
| Vereinigtes Königreich (BPI)                                                                 | 5× Silber5 | 2× Gold2   | 36× Platin36   | —             | 22.660.000 | bpi.co.uk                         |
| Insgesamt                                                                                    | 5× Silber5 | 88× Gold88 | 577× Platin577 | 17× Diamant17 |            |                                   |